# Energetski lobi
Energetski lobi je zajednički pojam koji se koristi za skup velikih korporacija u području energetike koje nastoje utjecati na politiku. Velike naftne kompanije poput ExxonMobil, Royal Dutch Shell-a, BP, Total S.A., Koch Industries, Chevron Corporation i ConocoPhillips su među vodećim korporacijama koje se povezuje s energetskim lobijem fosilnih goriva. Također, s energetskim lobijem povezuju se i vodeće svjetske korporacije koje se bave električnom energijom u koje spadaju General Electric, Southern Company, First Energy i Edison Electric Institute.

## Energetski lobiji u Hrvatskoj
Na području Hrvatske postoji nekoliko većih tvrtki koje se bave energetikom. To su: INA, OMW Hrvatska, Tifon, Petrol, Crosco, PROplin, HEP te JANAF. Vodeće korporacije nastoje mnoge stranke, za koje smatraju da će postići određene rezultate na izborima, potaknuti svojim donacijama da vode politiku koja upravo njima odgovara. Iako postoje mnoge tvrdnje prema kojima u Hrvatskoj ne postoje energetski lobiji, Toni Vidan iz Zelene akcije smatra drugačije. Prema njegovom mišljenju, u Hrvatskoj unutar energetskog sektora djeluju tri interesne skupine: za plin, ugljen i nuklearnu energiju. Također i ekološki aktivist, Vjeran Piršić, smatra da u Hrvatskoj postoje barem tri energetska lobija: ugljenarski, nuklearni i lobi vjetroelektrana. Po njemu, problem je što svaka od ovih interesnih skupina nastupa poprilično optimistično iz kuta svoga energenta te nastoji maksimalizirati njegovu potrošnju, što ima za posljedicu prekomjerno napuhavanje očekivane buduće potrošnje energije.

## Utjecaj energetskog lobija u SAD-u
Primjer energetskog lobija možemo uzeti iz SAD-a. U 2006. godini, na parlamentarnim izborima, ukupne donacije kompanija koje se bave naftom i plinom iznosile su 19 milijuna dolara, a prethodnih su godina ti iznosi bili još veći. Najveći dio novca otišlo je republikancima. Značajan doprinos dale su i tvrtke koje se bave električnom energijom, oko 15-20 milijuna dolara. S druge strane, tvrtke koje se bave obnovljivim i alternativnim izvorima energije, u istom su periodu donirale oko pola milijuna dolara za političke kampanje. U kampanji 2012. godine, u kojoj su sudjelovali Barack Obama i Mitt Romney, donacije od tvrtki koje se bave naftom i plinom iznosile su preko 70 milijuna dolara. Na slici desno, crveno predstavlja donacije republikancima, a plavo demokratima.

## Kritike

### Utjecaj energetskih lobija na okoliš
Većina korporacija, koje se povezuju s energetskim lobijima, spadaju u najveće zagađivače u svojim regijama. Prema Environmental Integrity Project, nestranačkoj i neprofitnoj organizaciji, koju su 2002. osnovali bivši pravnici Agencije za zaštitu okoliša, tvrkte poput ExxonMobil i Sunoco i dalje prijavljuju rekordne profite dok potajno povećavaju emisiju štetnih tvari iz svojih rafinerija. Energetski lobi kritiziraju agencije za zaštitu okoliša jer koriste svoj utjecaj kod zakonodavnih vlasti te blokiraju odluke koje se odnose na globalne klimatske promjene.

### Utjecaj na Vladu SAD-a
Razni skandali utjecajnih američkih političara skrenuli su pozornost na bliske veze energetskih lobija i vlade, a posebno se pamti onaj u Bushovoj administraciji. Godine 2005. u javnosti se pojavio dokument u kojem je vidljivo da se Bushova administracija konzultirala s čelnicima tvrtke Exxon u vezi njihovog stajališta u Kyoto protokol-u. Prema novinama The Guardian, u dokumentima koji su prije sastanka dani američkom državnom tajniku za demokraciju i globalna pitanja, Paula Dobriansky-u, navedeno je kako se treba zahvaliti čelnim ljudima Exxon-a i samoj kompaniji što su pomogli u postavljanja stava prema politici globalne klimatske promjene. Donesene su odluke te politike za samu kompaniju, a američka je vlada otkrivena kako je svoj stav prema toj politici dobila od naftne kompanije. U studenom 2005. godine otkriveni su dokumenti prema kojima se radna skupina za energetiku potpredsjednika Dick Cheney-a sastala s rukovodećim ljudima velikih naftnih kompanija prije zastupanja senata na temu o energetici. Ekolozi nisu imali dopuštenje prisustvovati tom sastanku nakon kojega je donesena odluka o nacionalnoj energijskoj politici. Naftne kompanije su također sudjelovale i u radnoj skupini koja je razgovarala o Iračkim naftnim poljima i infrastrukturi, čiji dokumenti potječu dvije godine prije invazije na Irak i šest mjeseci prije napada na blizance.

### Globalni utjecaj
Energetski lobiji imaju povijest sukoba s međunarodnim interesima i demokratskim vladama. Prema navodima International Sustainable Energy Organization for Renewable Energy and Energy Efficiency, druga svjetska konferencija o klimi i klimatskim promjenama sabotirana je od strane američke vlade i velikih naftnih kompanija. UNISEO je ipak donio povelju pod nazivom Globalna energetska povelja, koja štiti život, zdravlje, klimu i atmosferu od emisijskih utjecaja. Prema organizaciji, ti isti energetski lobiji, pokušali su bojkotirati povelju željeći se držati one iz Ria (Rio Earth summit 1992 godine). Bojkot su nastavili i na kasnijim sumitima u Berlinu, Kyotu, Haagu i Marrakechu, gdje su Sjedinjene Američke države bojkotirale Kyoto protokol. One i dalje bojkotiraju te se nastavljaju ne pridržavati globalnog klimatskog sporazuma.

## Sukob lobija
Što se tiče lobiranja u Europi, ono nije tako razvijeno kao u SAD-u ali ipak postoji. Iako u Bruxellesu i dalje imaju veliki utjecaj neobnovljivi izvori energije, poput nuklearne i naftne industrije, sve veći utjecaj dobivaju i obnovljivi izvori energije. Neke tvrtke pokušavaju usporiti razvoj onih koji se bave obnovljivim izvorima energije dok ih druge nastoje podržati. U isto vrijeme lobisti za obnovljive izvore energije postaju sve moćniji i počinju biti ravnopravni svojim kolegama koji lobiraju za neobnovljive izvore energije.   Arhivirana inačica izvorne stranice od 6. siječnja 2016. (Wayback Machine) Jedan od lobista, koji je želio ostati anoniman u svojem intervijuu s Hendrik Steringa-om u članku pod nazivom Power talk blog, izjavio je: "Sektor obnovljivih izvora energije sve se više mijenja. Sve veća količina novca prolazi kroz taj sektori pa se sa sektorom mijenja sve ostalo vezano uz njega pa tako i lobiranje. Industrije vezane za obnovljive izvore energije traže osobe koje bi zastupale njihove interese kod političkih lica te je ključna riječ profesionalnost". Ovom izjavom naglašava kako je sve manja razlika u financijskim mogućnostima lobiranja ova dva sektora; obnovljivih i neobnovljivih izvora te kako je sve važnije da interese zastupaju osobe koje su stručne u svojim područjima. S druge strane, o tome kako energetske tvrtke neobnovljivih izvora koriste svoj utjecaj u odnosu na obnovljive izvore energije, anonimni lobist objašnjava: "Većina sadašnjih energetskih tvrtki koje se bave neobnovljivim izvorima energije lobirale su protiv cilja obnovljivih izvora energije za 2030.godinu i imale više uspjeha nego za obnovljivi energetski cilj za 2020.godinu. Razlog tome je što je plan za 2020.godine bio obavezan na razini svih zemalja koje su potpisale sporazum, a plan za 2030.godinu obavezan je samo na razini Europske unije."

## Tajna sedam sestara
Poslije Drugog svjetskog rata sedam najvećih svjetskih naftnih koncerna nazivani su „Sedam sestara“. Desetljećima su imali ogroman utjecaj na svijet. Esso, Shell, BP, Mobil, Chevron, Gulf oil, Texaco – od Drugog svjetskog rata pa sve do 90-ih godina, industrijske su nacije zavisile od nafte ovih takozvanih sedam sestara koje su činile jedan od najmoćnijih političkih lobija u svijetu. Međutim, promijenili su se odnosi moći u naftnoj industriji. Koncerni su se međusobno pojeli ili ujedinili. Od sedam sestara ostale su četiri: američki koncerni Exxonmobil i Chevron i dva europska: nizozemski Royal Dutch Shell i British Petroleum. Tu su i dva nova koncerna: ConocoPhillips iz SAD i francuski Total. Tih šest koncerna danas u velikoj mjeri kroje naftnu sudbinu svijeta. Ali ovi giganti više nisu apsolutni vladaoci tržištem – pojavilo se sedam novih globalnih igrača iz zemalja „brzog“ razvoja. Tu spadaju saudijski koncern Aramko, ruski Gazprom, kineski CNPC, iranski NIOC, venecuelanski PDVSA, brazilski Petrobras i malezijski Petronas. Njima je zajedničko to da su uglavnom u vlasništvu države. Navedeni novi koncerni mogli bi uskoro zamijeniti starih sedam sestara jer usporedbe radi, preostale stare četiri sestre proizvode samo 10 % nafte i plina koji se nađu na tržištu i posjeduju samo tri posto svjetskih rezervi, dok novih sedam sestara posjeduju trećinu svjetskih zaliha nafte i plina.

## Lobiranje 2015. godine
Prilikom donošenja novih zakona i odluka o klimatskim promjenama 2015. godine, naftne i druge kompanije povećale su iznose novca namijenjenog za lobiranje. Procijenjeno je da su od početka srpnja do kraja kolovoza 2015.godine potrošili ukupno 11,3 milijuna dolara. Najveći dio toga novca potrošio je Western States Petroleum Assn-a; 6,7 milijuna dolara, što je čak duplo više nego što su potrošili u prvih šest mjeseci 2015. godine.

## Vanjske poveznice
- https://www.youtube.com/watch?v=OOPyd290ppg - How Oil Companies Buy the Government
- https://www.youtube.com/watch?v=jr_d1kU2Gik - Tajna sedam sestara